# David Axelrod (adviseur)
David M. Axelrod (New York, 22 februari 1955) is een Amerikaans politiek consulent uit Chicago. Hij was een van president Bill Clintons topadviseurs en adviseerde ook Barack Obama tijdens zijn kandidatuur voor het presidentschap in 2008. Na Obama's overwinning werd Axelrod Senior Advisor van de president. In januari 2011 liet hij die functie achter zich en ging hij aan het werk als senior strategist in Obama's campagneteam voor de verkiezing van 2012. Samen met David Plouffe wordt Axelrod gezien als een van de belangrijkste adviseurs van president Obama.
Axelrod begon zijn carrière als politiek journalist voor de Chicago Tribune. In 1985 richtte hij Axelrod & Associated op (het huidige AKPD Message and Media), een consultingbedrijf voor verkiezingscampagnes van Democratische kandidaten.